# 바냐루카 지방

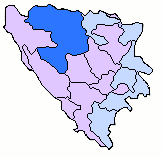
바냐루카 지방의 위치

바냐루카 지방(세르비아어: Бањалучка регија, 보스니아어: Banjalučka regija, 크로아티아어: Banjalučka regija)은 보스니아 헤르체고비나를 구성하는 국가 및 지역인 스릅스카 공화국에 속해 있는 지방 가운데 하나로, 행정 중심지는 바냐루카(스릅스카 공화국의 수도이기도 함)이며 인구는 709,000명(2005년 기준)이다. 보스니아 헤르체고비나 북서부에 위치하며 세르비아와 국경을 접한다.

## 지방 자치체
22개 지방 자치체를 관할한다.
1. 바냐루카 (Banja Luka)
2. 보산스카코스타이니차 (Bosanska Kostajnica)
3. 첼리나츠 (Čelinac)
4. 그라디슈카 (Gradiška)
5. 이스토치니드르바르 (Istočni Drvar)
6. 예제로 (Jezero)
7. 크네제보 (Kneževo)
8. 코토르바로시 (Kotor Varoš)
9. 코자르스카두비차 (Kozarska Dubica)
10. 크루파나우니 (Krupa na Uni)
11. 쿠프레스 (Kupres)
12. 라크타시 (Laktaši)
13. 므르코니치그라드 (Mrkonjić Grad)
14. 노비그라드 (Novi Grad)
15. 오슈트라루카 (Oštra Luka)
16. 페트로바츠 (Petrovac)
17. 프리예도르 (Prijedor)
18. 프르나보르 (Prnjavor)
19. 리브니크 (Ribnik)
20. 스르바츠 (Srbac)
21. 시포보 (Šipovo)
22. 테슬리치 (Teslić)